# ديفيد ريتنهاوس
ديفيد ريتنهاوس (بالإنجليزية: David Rittenhouse)‏ (1732 – 1796م). أمريكي من فيلادلفيا، كان عالماً كبيراً من علماء الفلك والرياضيات، وصانعًا للساعات. في عام 1769م، قام بقياس المسافة بين الأرض والشمس. واستطاع علماء الفلك استخدام قياساته لتحديد المسافة التي تفصل بين الكواكب الأخرى والشمس. أقام ريتنهاوس عام 1770م نموذجاً دقيقاً للنظام الشمسي. وفي العام 1782م طوَّر رقاصاً زاد دقة عمل الساعة. وكان أول مدير لمصلحة سك العملة بالولايات المتحدة عام 1792م. وكان ريتنهاوس رئيساً لجمعية الفلسفة الأمريكية من 1791م إلى 1769م، كما تم انتخابه رئيساً للجمعية الملكية البريطانية في عام 1795م. وُلد في جرمانتاون في ولاية بنسلفانيا.

## روابط خارجية
- ديفيد ريتنهاوس على موقع الموسوعة البريطانية (الإنجليزية)
- ديفيد ريتنهاوس على موقع إن إن دي بي (الإنجليزية)